# Sails of Silver
| Recensione | Giudizio |
| ---------- | -------- |
| AllMusic   |          |

Sails of Silver è il dodicesimo album degli Steeleye Span, pubblicato dalla Chrysalis Records nel 1980. Il disco fu registrato al Sawmill Studios di Golant, Cornovaglia (Inghilterra). Prima dell'incisione di questo disco vi fu nuovamente un cambiamento nella formazione della band: abbandonarono Martin Carthy e John Kirkpatrick e tornarono Peter Knight e Bob Johnson.

## Tracce
Lato A
1. Sails of Silver – 3:27 (Steeleye Span)
2. My Love – 2:53 (Brano tradizionale, arrangiamento Steeleye Span)
3. Barnet Fair – 4:34 (Steeleye Span)
4. Senior Service – 3:31 (Steeleye Span)
5. Gone to America – 4:21 (Steeleye Span)

Lato B
1. Where Are They Now – 4:11 (Steeleye Span)
2. Let Her Go Down – 3:36 (Steeleye Span)
3. Longbone – 3:58 (Steeleye Span)
4. Medley – 3:05 (Brano tradizionale, arrangiamento Steeleye Span)
5. Tell Me Why – 3:56 (Steeleye Span)

Edizione CD del 1997, pubblicato dalla Park Records
1. Sails of Silver – 3:27 (Steeleye Span)
2. My Love – 2:53 (Brano tradizionale, arrangiamento Steeleye Span)
3. Barnet Fair – 4:34 (Steeleye Span)
4. Senior Service – 3:31 (Steeleye Span)
5. Gone to America – 4:21 (Steeleye Span)
6. Where Are They Now – 4:11 (Steeleye Span)
7. Let Her Go Down – 3:36 (Steeleye Span)
8. Longbone – 3:58 (Steeleye Span)
9. Marigold / Harvest Home – 3:05 (Brano tradizionale, arrangiamento Steeleye Span)
10. Tell Me Why – 3:56 (Steeleye Span)
11. Thomas the Rhymer – 6:50 – Bonus track-live in 1997
12. My Johnny – 1:39 – Bonus track-live in 1996
13. The Lark in the Morning – 4:03 – Bonus track-live in 1996

## Musicisti
- Tim Hart  - voce, chitarra
- Maddy Prior  - voce solista
- Robert Johnson  - chitarra, voce
- Peter Knight  - tastiere, violino, voce
- Rick Kemp  - basso, voce
- Nigel Pegrum  - batteria, percussioni, woodwind

CD brani11, 12 & 13
- Maddy Prior - voce
- Gay Woods - voce
- Bob Johnson - voce, chitarra
- Peter Knight - voce, violino
- Tim Harries - basso, voce, tastiere
- Liam Genockey - batteria